# کاترهام کارز
کاترهام کارز (انگلیسی: Caterham Cars) شرکت خودروسازی بریتانیایی است، که در زمینه تولید خودروهای اسپرت و خودروهای سوپر اسپورت فوق العاده سبک فعالیت می‌نماید.
شرکت کاترهام کارز در سال ۱۹۷۳ توسط شرکت لوتوس کارز راه‌اندازی شد، پس از پایان تولید لوتوس، کاترهام حق طراحی آن را خریداری کرد و امروز هم کیت ساخته و هم اتومبیل کاملاً مونتاژ شده کاترهام را تولید می کند. تولید کنندگان متنوعی دیگری نیزماشین های اسپرت را در قالبی مشابه ارائه می دهند ، اما کاترهام دارای حقوقی متنوعی در طراحی و نام Lotus Seven است. و در حال حاضر تولید کننده خودروهای کاترهام ۷ سی‌اس‌آر، کاترهام سون، کاترهام سوپراسپرت، کاترهام آکادمی، کاترهام سوپرلایت و کاترهام اس‌پی/۳۰۰.آر می‌باشد.
دفتر مرکزی این شرکت در شهر کراولی، بریتانیا قرار دارد و سهام آن متعلق به شرکت لوتوس کارز و تونی فرناندز می‌باشد.